# 畠中正文
畠中 正文（はたなか まさふみ、1980年9月23日 - ）とは、日本の俳優である。マックスプロモート所属。

## 出演

### テレビドラマ
- L×I×V×E（1999年、TBSテレビ）
- チェリー（2001年、日本テレビ）
- ごくせん（2002年、日本テレビ）- 服部正文 役
- 3年B組金八先生（2004年、TBSテレビ） - 下部（暴力団）役
- 愛の劇場 大好き!五つ子 第15・25話（2009年3月13日・27日、TBS） - 林修一役
- 潜入探偵トカゲ（2013年、TBSテレビ） - 堀井光治 役
- 時代をつくった男 阿久悠物語（2017年8月26日、日本テレビ） - 中村泰士 役[1]
- 相棒 season18 第18話「薔薇と髭との間に」（2020年3月4日、オールニッポン・ニュースネットワーク） - 江空商事 社員 高柳省吾 役
- 天国と地獄〜サイコな2人〜 (2021)
- マイファミリー 第7話（2022年5月22日、TBS）

### 映画
- ごくせんTHE MOVIE - 服部正文 役
- 記憶屋